# Citation Star

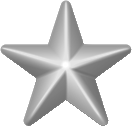
Stelletta d'argento.

La Citation Star o Silver Star Citation (Stella d'argento di encomio) è una decorazione dello United States Army.
Fu istituita dal  Congresso degli Stati Uniti d'America con legge del 9 luglio 1918, che autorizzò ogni membro dell'Esercito degli Stati Uniti che aveva ricevuto un encomio per il suo coraggio in azione tra il 1917 e il 1920, ad apporre una stelletta d'argento a cinque punte, del diametro di 3/16 di pollice, sul nastrino della World War I Victory Medal.
La decorazione fu resa retroattiva per le medaglie commemorative a partire dalla Guerra civile americana; tra le medaglie sul cui nastro può essere apposta la Citation Star vi sono:
- World War I Victory Medal
- Civil War Campaign Medal
- Indian Campaign Medal
- Spanish Campaign Medal
- Philippine Campaign Medal
- China Campaign Medal
- Mexican Service Medal

Nel 1932, la Silver Citation Star fu sostituita dalla Silver Star, una medaglia che al suo centro incorpora la Citation Star; previa richiesta al Dipartimento della Guerra degli Stati Uniti ogni titolare della Silver Citation Star può ottenerne la conversione in una Silver Star.